# Aerobiz Supersonic
Aerobiz Supersonic, conocido como Air Management II: Kōkū Ō wo Mezase (エアーマネジメントII 航空王をめざせ?) en Japón, es un videojuego de simulador de negocios lanzado por Koei en agosto de 1994, disponible para Super Nintendo y Mega Drive. Es la secuela del anterior juego de Koei, Aerobiz.

## Jugabilidad
En el juego, que es muy similar a su predecesor, en jugador encarna a un CEO de una aerolínea internacional. El jugador compite contra otras tres compañías (ya sean controladas por la IA u otros jugadores) por la dominación mundial de la industria del vuelo. Esto se obtiene comprando espacios en distintos aeropuertos alrededor del mundo, y volando rutas hacia y desde esos lugares. Una vez creada la ruta, el jugador tiene el control de elegir que tpo de aviones untilizar, el precio del pasaje, y múltiples otras opciones.
El juego incluye numerosos eventos históricos (ver abajo) que pueden ayudar o dificultar el desempeño de la aerolínea. Hay disponibles cuatro escenarios para jugar. Incluyen: 1955–1975 (que representa el auge de los aviones jet), 1970–1990 (que representa un períoso de inestabilidad, crisis del petróleo, y el fin de la Guerra fría), 1985–2005 (que representa el presente con una economía próspera y una relativa paz estable), y 2000–2020 (que representa el reemplazo de los aviones jet por los aviones supersónicos, la extensión de la Unión Europea a Rusia, y la busca del alternativas del petróleo como combustible).
Las aerolíneas deben cumplir sus objetivos en un plazo de 20 años; sólo una puede emerger victoriosa , no hay empates. Si ninguna de las aerolíneas logra ganar, entonces todas pierden.
| Color del ícono | Estado de las relaciones | Consecuencias |
| --------------- | ------------------------ | --- |
| Verde           | Excelente                | Los precios de los aviones y negocios son los más bajos; las negociaciones toman poco tiempo |
| Azul            | Amistosa                 | Los precios de los aviones y negocios están a un precio razonable; las negociaciones toman un tiempo razonable también |
| Amarillo        | Normalizada              | El costo de los aviones y negocios son normales; las negociaciones toman un poco de tiempo |
| Rojo            | Tensa                    | No se pueden comprar aviones a este país. Los negocios son costosos y las negociaciones para comprarlos son extremadamente largas debido a las tensiones displomáticas entre ambos países (a veces incluso al nivel de ser imposibles). |

## Eventos

### Eventos históricos
La simulación incluye eventos históricos como:
- Los Juegos olímpicos
- La caída del colonialismo
- La separación de Singapur de Malasia
- El ascenso al poder de Fidel Castro (1959)
- Crisis de Suez
- Guerra indo-pakistaní de 1971
- Guerra de Yom Kipur
- Una crisis internacional del petróleo (1973)
- Guerra Irán-Irak
- Operación Tormenta del Desierto
- Perestroika
- Destrucción del Muro de Berlín y la reunificación de Alemania
- La caída de la Unión Soviética
- Retorno de Hong Kong a la República Popular de China
- El crecimiento de la Unión Europea

### Eventos hipotéticos
La simulación incluye varios eventos hipotéticos como:
- La unión de Rusia a la Unión Europea
- Guerra civil en Brasil
- La introducción y rápida caída en desuso de aviones comercialessupersónicos (2007–2016)
- Crisis global del petróleo a mediados del 2010
- Las naciones del mundo pidiendo dinero a las aerolíneas para buscar formas alternativas a los combustibles fósiles

## Actores mayores en el juego

### Bloque del Este
Desde el principio del juego hasta 1986, los países del Bloque del Este están inmersas en una tensa relación con la Europa occidental, América del norte, y los países de la British Commonwealth. Sin embargo, tienen relaciones normales-excelentes con loa países africanos, los países del Medio oriente, países en América central, Sudamérica, y algunos países de Asia. Los aviones del bloque del Este son ligeramentes más ineficientes con el consumo de combustible ya que sólo pueden como máximo hacer rutas de distancias medias. Después de 1986, las aerplíneas de estos países pueden comprar aviones más eficientes como los Boeing. Estas aviones incluso se vuelven más baratas una vez que uno de los países de Este de Europa se une a la Unión Europea.
Rusia entra a Estados Unidos el 2005, así que será mucho más barato comprar aviones Airbus. Los últimos modelos de Ilyushin y Tupolev son muy baratos y un poco más eficientes que los anteriores, lo que puede darle una ventaja al jugador cuando se refiere a maximizar ingresos.

### Bloque del Oeste

#### Europa Occidental
Con relaciones entre normales y tensas con los países de Europa Oriental hasta alrededor de 1985, las aerolíneas que tiene como cuartel general países de Europa Occidental deben ya sea comprar aviones del mercado "local" u ordenar aviones ligeramente más caras de los Estados Unidos. Luego de la Perestroika, pueden comprar aviones de cualquier compañía. Al unirse ala Unión Europea a mediados de los 90 las aviones se hacen ya sea más caras o baratas según como estuvieran las relaciones con los Estados Unidos antes de la fundación de la Unión Europea.

#### América del Norte
La situación de América del Norte es idéntica a la de los países de Europa Occidental. La única diferencia es que las aviones de este continente son más baratas que las compradas en países de Europa Occidental. Ya que América del Norte tiene en los años 90 una cantidad mayor de turismo que Europa, las aerolíneas de América del Norte pueden comprar más aviones y conseguir más nuevas rutas de vuelo, lo que mejora su rendimiento económico en comparación con las aerolíneas europeas.

### República Popular de China y otros países
Las normales relaciones entre los Estados Unidos y la Unión Soviética permiten que la República Popular de China tenga acceso a todos los tipos de aviones sin importar el año. Sin embargo, mejorar las relaciones con otros países reducirá en precio de los aviones - dándole la opción al jugador de adquirir ya sea aviones soviéticas o norteamericanas a un precio menor. Al igual que la República Popular de China, los países que no estén fuertemente con la OTAN o el Pacto de Varsovia pueden comprar de cualquier compañía siempre y cuando su relación no esté en un nivel tenso (rojo). Las relaciones con el país deben estar al menos normal (amarillo) para poder comprar aviones de ese país.

## Ciudades

### A-M
- Etiopía Adís Abeba, Etiopía
- →  Argel, Argelia
- Atlanta, Georgia, USA
- →  Atenas, Grecia
- Auckland, Nueva Zelanda
- (no usada en el juego) →  →  Bagdad, Irak
- →  Barcelona, España
- Pekín
- →  →  Berlín, Alemania
- →  Berna, Suiza
- Bombay, India (se convierte en Mumbai, India en la vida real en el siglo 21)
- →  Bruselas (Bélgica)
- Buenos Aires, Argentina
- El Cairo, Egipto
- Calcuta, India
- Cebú, Filipinas
- Chicago, Illinois, USA
- Dallas, Texas, USA
- Delhi, India
- Fukuoka, Japón
- La Habana, Cuba
- →  Hong Kong
- Honolulu, Hawái, USA
- Houston, Texas, USA
- Islamabad, Pakistán
- →  Kingston, Jamaica
- Karachi, Pakistán
- →  →  Kiev, URSS (se convierte en Kiev, Ucrania desde 1991)
- →  Lagos, Nigeria
- Lima, Perú
- →  Londres, UK
- Los Ángeles, California, USA
- →  Madrid, España
- Manchester, UK
- Manila, Filipinas
- Ciudad de México, México
- Miami, Florida, USA
- →  →  Minsk, Bielorrusia
- →  →  →  Moscú, URSS (se convierte en Moscú, Rusia desde 1991)

### N-Z
- →  Nairobi, Kenia
- →  Nandi, Fiyi
- Nueva York, Nueva York, USA
- →  Oslo, Noruega
- Osaka, Japón
- Papeete, Tahití
- →  París, Francia
- Filadelfia, Pensilvania, USA
- Phoenix, Arizona, USA
- Río de Janeiro, Brasil
- →  Roma, Italia
- → →  República de Singapur
- Santiago, Chile
- São Paulo, Brasil
- Sapporo, Japón
- Seúl, Corea del Sur
- Shanghái, China
- →  Estocolmo, Suecia
- Sídney, Nueva Gales del Sur, Australia
- Taipéi, Taiwán
- →  Taskent, Uzbekistán
- Teherán, Irán
- Tokio, Japón
- (no usada en el juego) →  Toronto, Ontario, Canadá
- Trípoli, Libia
- →  Túnez, Túnez
- (no usada en el juego) →  Vancouver, Columbia Británica, Canadá
- →  Viena, Austria
- Washington, Distrito de Columbia, USA

## Aviones

### Aérospatiale-BAC
- Aérospatiale-BAC Concorde

### Airbus
- Airbus A300
- Airbus A300-600
- Airbus A310
- Airbus A320
- Airbus A340

### Boeing
- Boeing 707–120 and 320
- Boeing 727–100 and 200
- Boeing 737-200 and 300
- Boeing 747-200, 300, and 400
- Boeing 757
- Boeing 767
- Boeing 777

### Douglas/McDonnell Douglas
- Douglas DC-6
- Douglas DC-8 Series 30, Series 50 and Series 60
- McDonnell Douglas DC-9-30
- McDonnell Douglas DC-10
- McDonnell Douglas MD-11
- McDonnell Douglas MD-80
- McDonnell Douglas MD-12

### Lockheed
- Lockheed L-1049 "Super Constellation"
- Lockheed L-1011

### Ilyushin
- Ilyushin Il-14
- Ilyushin Il-62
- Ilyushin Il-62M
- Ilyushin Il-62MK
- Ilyushin Il-86
- Ilyushin Il-96-300

### Sud Aviation
- Sud Aviation Caravelle

### Tupolev
- Tupolev Tu-104
- Tupolev Tu-124
- Tupolev Tu-134
- Tupolev Tu-154
- Tupolev Tu-154B
- Tupolev Tu-204

### Vickers
- Vickers Viscount

### Ficción
Varios aviones ficticios fueron introducidos en el cuarto escenario de juego (2000–2020). En la vida real, McDonnell Douglas y Boeing se fusionaron en 1997.
- McDonnell Douglas MD-100
- Boeing 747-500
- Airbus A360
- Boeing 2000-HJ
- Boeing 2001-SST
- Airbus A370
- McDonnell Douglas MD-1
- Airbus A700
- Airbus A720